# Carex mollissima
Espèce
Classification phylogénétique
Carex mollissima est une espèce des plantes du genre Carex et de la famille des Cyperaceae.